# Guillermo Tell Villegas

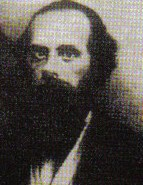
Guillermo Tell Villegas

Guillermo Tell Villegas (Valência, Venezuela, 1823; Valência, 21 de março de 1907), político venezuelano, presidente da Venezuela em 1868, 1870 e 1892.